# Muhammed Ildiz
Muhammed Ildiz (sinh 14 tháng 5 năm 1991) là một cầu thủ bóng đá Áo thi đấu cho câu lạc bộ Thổ Nhĩ Kỳ Gaziantepspor.

## Sự nghiệp quốc tế
Ildiz sinh ra ở Áo và có gốc Thổ Nhĩ Kỳ. Anh là tuyển thủ quốc gia Áo.

## Cuộc sống cá nhân
Muhammed là anh trai của cầu thủ bóng đá Ahmed Ildiz.